# WHERE'S ANDY
WHERE'S ANDY(ウェアーズ・アンディ)は、日本のロックバンド。略称は「アンディ」。

## 概要
2010年、都内で結成。ラウドでポップなロックバンド。

メンバー3人は80年代ハードロック、ヘビーメタルをこよなく愛し、AC/DCのアンガス・ヤングやBON JOVIのコスプレをしてライブをすることもある。

現在、関東を中心に大阪、名古屋などでも精力的にライブ活動を行っている。

## メンバー
- CHIKA（ちか） - ギター / ボーカル
- MAI（まい） - ベース / ボーカル
- NORI（のり） - ドラムス

## 元メンバー
- CHIBAchan（ちばちゃん） - ドラムス

## 来歴
2010年
- 都内で結成。

2013年
- 3月16日、No Big Deal Recordsより、Album『FIRST CRY～逆襲の産声～』をリリース。

2014年
- ドラマーCHIBAchanが脱退し、初の男性メンバーであるNORIが加入。
- 5月14日、No Big Deal Recordsより、2ndAlbum『SECOND SHOCK』をリリース。

## ミュージックビデオ
| 監督     | 曲名                         |
| 小嶋貴之 | 「チャッキーイズカミング」   |
| 不明     | 「ロミオ」「a suicidal act」 |

## 参照
- WHERE'S ANDY Official Web Site